# TobyMac
Toby McKeehan (n. Kevin Michael McKeehan; 22 octombrie 1964), mai bine cunoscut după numele său de scenă TobyMac, este un producător, textier și cântăreț de muzică creștină contemporană, câștigător al Premiului Grammy cu albumul live Alive and Transported.